# Trifu Chirilă
Trifu Chirilă (n. 4 octombrie 1939) este un fost deputat român în legislatura 1992-1996, ales în județul Galați pe listele partidului PDSR. Trifu Chirilă a absolvit facultatea de agricultură din Iași. 